# 哈桑·伊本·瓜塔巴
哈桑·伊本·瓜塔巴（阿拉伯语：‎，羅馬化：Al-Hasan ibn Qahtaba ibn Shabib al-Ta'i，713年—797年）是阿拔斯王朝开国将领，多次参与同东罗马帝国的战斗。

## 生平
他是瓜塔巴·伊本·舍比卜之子，瓜塔巴参与阿巴斯革命推翻伍麦叶王朝。阿拔斯革命期间，哈桑是一名主要将领，和他的父亲一起，率军从呼罗珊打到伊拉克。 他参与了追击奈斯尔·伊本·赛耶尔并在納哈萬德获胜，尽管他的父亲在同伍麦叶总督亚兹德·伊本·奥马尔作战时阵亡，哈桑带着呼罗珊军队进入了库法。
阿拔斯王朝成立后，哈桑追随曼苏尔，担任亚美尼亚的副总督，在754年阿卜杜拉·伊本·阿里于叙利亚举事争夺王位时，哈桑支持哈里发曼苏尔。之后，哈桑多次被派往边界，指挥入侵东罗马帝国小亚细亚的夏季作战（766，779,780年）。 根据东罗马史料，他可能被认为是Mouchesias (Μουχεσίας)，他在哈里发马赫迪的命令下，积极的迫害叙利亚的基督徒，迫使他们改宗。
尽管作为阿拔斯王朝呼罗珊精英中杰出的一员， 哈桑如同其他阿拔斯将领一员，非常的富有，但是他很少在阿拔斯王廷发生政治作用。他死于797年，享年84岁。

## 后续
哈桑的儿子穆罕默德, 阿里及 Sa'id，也在多省任总督。在伊斯兰第四次内战，他们都站在哈里发阿明这边同马蒙作战。 在马蒙获得内战胜利后，如其他阿拉伯勋贵一样，他们失去了权力。